# Pata de perro
Pata de perro är en udde i Antarktis. Den ligger i Västantarktis. Argentina, Chile och Storbritannien gör anspråk på området.
Terrängen inåt land är varierad. Havet är nära Pata de perro åt sydväst. Trakten är obefolkad. Det finns inga samhällen i närheten. 